# Echiniscus spiculifer
Echiniscus spiculifer är en djurart som tillhör fylumet trögkrypare, och som beskrevs av Fritz Schaudinn 1901. Echiniscus spiculifer ingår i släktet Echiniscus och familjen Echiniscidae. Inga underarter finns listade i Catalogue of Life.